# A Poison Tree
A Poison Tree è il terzo album dei Movie Star Junkies, gruppo musicale italiano, pubblicato nel 2010 dalla Vooodoo Rhythm Records.

## Tracce
1. Under the Marble Faun
2. Almost a God
3. The Walnut Tree
4. A Poison Tree
5. Leyenda Nera
6. Hail
7. Seddest Smile
8. All Winter Long